# Fénysebesség

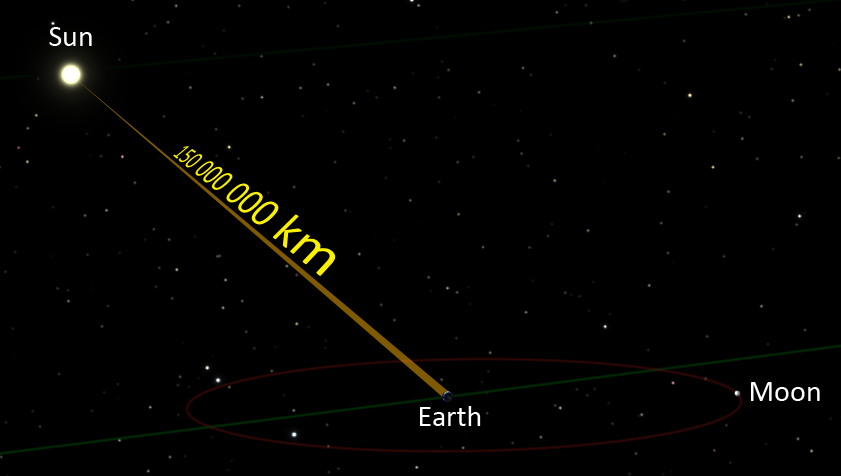
A napfénynek 8 perc és 17 másodperc kell, hogy megtegye a Nap és a Föld közötti átlagos távolságot

A vákuumbeli fénysebesség az egyik alapvető fizikai állandó, az elektromágneses hullámok terjedési sebessége. Pontos értéke 299 792 458 m/s minden vonatkoztatási rendszerben. Jele: c (a latin celeritas, „sebesség” szóból). Jelenlegi ismereteink szerint semmilyen hatás nem terjedhet gyorsabban a vákuumbeli fénysebességnél. Értékét 1975-ben rögzítették a 15. Általános Súly- és Mértékügyi Konferencia ülésén és javasolták az SI-mértékegységrendszer számára bevezetésre, amelyet 1983-ban vezettek be. Alapvető fizikai állandó (ún. konvencionális valódi érték) így értékének nincs mérési bizonytalansága.
A fénysebesség a számítások szempontjából – a Lorentz-transzformációval szembeni transzformációs tulajdonságai alapján – négyesskalár, akárcsak a nyugalmi tömeg.
A fény sebessége anyagi közegekben kisebb a vákuumbelinél. A vákuumbeli és a közegbeli sebesség hányadosával definiálják a közegre jellemző abszolút törésmutatót: 
{\displaystyle n={\frac {c_{0}}{c}}},
ahol
{\displaystyle c_{0}}: a vákuumbeli,
{\displaystyle c}: a közegbeli fénysebesség.

Vákuumban a fény terjedési sebessége meghatározható a következő összefüggés alapján:
{\displaystyle c_{0}={\frac {1}{\sqrt {\epsilon _{0}\mu _{0}}}}},
ahol
{\displaystyle {\epsilon _{0}}}: a vákuum permittivitása (a vákuum dielektromos állandója)
{\displaystyle {\mu _{0}}}: a vákuum mágneses permeabilitása

## Mérése

A Fizeau-készülék vázlatos rajza

A fénysebesség mérését többen megkísérelték, egyik első közülük Galilei volt, aki két távoli hegycsúcson egy-egy lámpást helyezett el. A kísérletben először Galilei nyitotta ki lámpásának ablakát, és mikor a segítője a másik hegycsúcson megpillantotta a fényt, ő is kinyitotta a sajátját. Galilei a kísérletet különböző távolságokkal megismételte, de nem kapott eltérést, így rájött, hogy a mért idő jelentős részét az emberi reakcióidő teszi ki. Annyit megállapított, hogy a fény sebessége igen nagy. Mások úgy próbálták elvégezni a mérést, hogy egy éjszaka elsütött ágyú fényének egy távoli tükörről visszaverődését figyelték. A kísérlet szintén csak annyi eredményt hozott, hogy a fénysebesség igen nagy.
Az egyik legkorábbi értékelhető mérést Ole Rømer dán fizikus végezte 1676-ban. A Jupiter egyik holdját, az Iót figyelte meg távcsővel, és eltéréseket vett észre az Io keringési periódusában. Rømer az eltérésekből 227 000 kilométer per másodperc értéket kapott.
1729-ben James Bradley az aberráció jelenségével már 1% pontossággal határozta meg a fénysebességet. Ennek lényege, hogy ha a (hosszúkás) távcső a bejövő fénysugárra merőlegesen mozog, akkor a távcsövet nem pontosan a fénysugár irányába kell beállítani, hanem attól kissé ferdén.
Az első sikeres mérés, amely csak földi tárgyakat használt, Hippolyte Fizeau mérése volt 1849-ben. Fizeau fénysugarakat irányított egy 8,6 kilométerre levő tükörre, és egy fogaskereket helyezett a fény útjába, melyen a fény oda-vissza áthaladt. Ha áll a kerék, akkor visszatér a fény ugyanazon a fogközön. Növelve a fordulatszámot, a fogközön átmenő fény visszatérve fogra esik, tovább növelve már a következő fogközön tud áthaladni, vagyis egyenletesen növelve a fordulatszámot a fény felváltva átjut, illetve nem jut át. Ha ismerjük a távolságot és a fordulatszámokat, akkor a fény sebessége kiszámítható. Ő akkor 313 000 kilométer per másodpercet kapott.
Albert A. Michelson 1926-ban Léon Foucault módszerét használva forgó tükrök használatával azt az időt mérte, amely a kaliforniai Wilson-hegy és a San Antonio-hegy távolság oda-vissza megtételéhez szükséges. A precíz méréssel 299 796 km/s-ot kapott. 
A hétköznapi életben gyakran használjuk a 300 000 km/s értéket.

## A fénysebességen alapuló méter
A lézer 1960-as kifejlesztésével lehetővé vált a fényforrás frekvenciájának nagyon pontos meghatározása, és ezáltal a fény sebességének a korábbiaknál pontosabb mérése is. Az újabb és újabb, egyre pontosabb kísérletekkel együtt felmerült, hogy a távolságegységet (métert) a pontosabban mérhető időegységre és a fénysebességre kellene alapozni. Bay Zoltán is – aki akkor a NIST elődjénél dolgozott – 1965-ben hivatalosan javaslatot tett erre, a kollégáival végzett, a fénysebesség állandóságára vonatkozó kutatásai alapján. A bevezetéséhez még szükség volt arra, hogy a másodpercet is megfelelő pontossággal határozzák meg, amelyet 1967-ben a 13. Általános Súly- és Mértékügyi Konferencia kötött a cézium atom fizikai állandóságához. 1983-ban az Általános Súly- és Mértékügyi Konferencia Párizsban tartotta 17. ülését, ahol elfogadták az egységes rendszert, és a következő megállapodást fogalmazták meg:
A méter a fény által a vákuumban a másodperc 1/299 792 458-ad része alatt megtett út hossza.
Ezt megerősítette a 24. Általános Súly- és Mértékügyi Konferencia 1. számú döntése 2011-ben, amely szerint az SI mértékegységrendszer hét alapegységének a továbbiakban is az egyik fontos fizikai állandója a fénysebesség.